# Danie Craven
Daniël Hartman Craven (Lindley, Provincia del Estado Libre, 11 de octubre de 1910-Stellenbosch, 4 de enero de 1993) fue un jugador, entrenador y dirigente sudafricano de rugby que se desempeñó como medio scrum.
Craven fue un destacado medio scrum, uno de los mejores entrenadores de los Springboks, pero es recordado como uno de los principales dirigentes en su país y de la World Rugby. Desde 2007 es miembro del Salón de la Fama de la World Rugby.

## Biografía

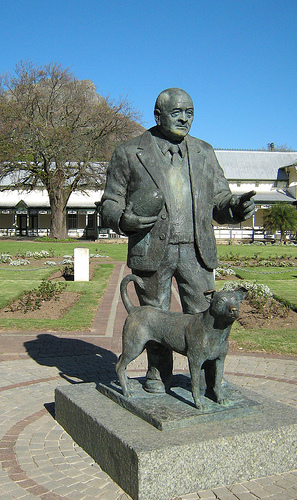
Monumento a Craven y Bliksem en la Universidad de Stellenbosch.

Sus padres fueron James Roos Craven; hijo de un colonizador que llegó en busca de diamantes, y Maria Susanna Hartman. Danie era el tercero de siete hermanos y se criaron en una granja a la orilla del río Vaal.
Su padre luchó en la segunda guerra bóer, lo que despertó el fuerte nacionalismo de Danie durante toda su vida. Empezó a jugar fútbol pero a los 12 años descubrió el rugby y lo jugaba en campos de tierra y piedras.
Craven estudió en la Universidad de Stellenbosch donde se recibió de licenciado en Etnología en 1935, luego de profesor de Educación física y más tarde de psicólogo, posteriormente obtendría el doctorado en los tres campos.
Su mejor amigo fue su perro Bliksem al que llevaba a los entrenamientos de los Springboks y era muy querido por los jugadores. Craven falleció el 4 de enero de 1993, su nieto es el ciclista Dan Craven.

## Carrera
Debutó en 1929 con el primer equipo de su Universidad y en 1931 fue convocado a los Springboks. En 1932 jugó para Western Province, cuando se mudó a Grahamstown por razones labores jugó para Eastern Province Kings. Finalmente jugó un año para los Blue Bulls, luego se retiró momentáneamente para dedicarse plenamente a sus estudios en 1938 pero el comienzo de la Segunda Guerra Mundial acabó con su carrera prematuramente y no le permitió regresar a jugar.

### Selección nacional
Fue convocado al equipo nacional con 21 años para enfrentar a Gales en Swansea el 5 de diciembre de 1931. En su tercer partido, contra Escocia en Murrayfield el 16 de enero de 1932, Craven anotó el try ganador.
Su último partido fue el 10 de septiembre de 1938 ante los British and Irish Lions en Ciudad del Cabo. Desde un año antes era el capitán del equipo.

### Como entrenador
En 1949 mientras entrenaba al equipo de su universidad fue nombrado entrenador de los Springboks, cargo que aceptó de inmediato. Se le atribuye ser el primero que empleó el juego físico característico de los africanos en 1941, con éste, Sudáfrica obtuvo la victoria en el 74% de los partidos que disputó.

### Como dirigente
En 1956 fue nombrado presidente de la South African Rugby Union, cargo que ocuparía de forma ininterrumpida por más de 35 años hasta su fallecimiento.
Hasta 1994 la World Rugby no tenía un presidente, los 7 miembros se iban sucediendo anualmente para dirigir la Junta Internacional (IRB), es por eso que ocupó el cargo en 1962, 1973 y 1979.

## Legado
Como muchos afrikáner tuvo un fuerte racismo pero en la década de los 80's cambió, inclusive hasta llegar a presionar al presidente Pieter Willem Botha para que abriera el deporte a las personas negras.
En su honor la Universidad de Stellenbosch llamó con su nombre a su campo de rugby: el Estadio Danie Craven inaugurado en 1979.